# Sterculia oblongata
Sterculia oblongata är en malvaväxtart som beskrevs av Robert Brown. Sterculia oblongata ingår i släktet Sterculia och familjen malvaväxter. Inga underarter finns listade i Catalogue of Life.